# Ríkharður Jónsson
Ríkharður Jónsson (* 12. November 1929 in Akranes; † 14. Februar 2017 in Island) war ein isländischer Fußballtrainer und -spieler in Position eines Stürmers, der auch für die isländische Fußballnationalmannschaft spielte. Er wird zu den bedeutendsten Fußballspielern seines Landes gezählt.
Ab 1947 spielte er für die isländische Nationalmannschaft, für die er in 33 Spielen 17 Tore schoss. Damit gehört er noch immer zu den erfolgreichsten Torschützen seines Landes. Ferner ist Ríkharður Jónsson von 1947 bis 1950 bei Fram Reykjavík sowie von 1951 bei 1965 bei ÍA Akranes als Fußballspieler aktiv gewesen. Er starb am 14. Februar 2017 im Alter von 87 Jahren.